# Tratado de Toledo (1368)
El tratado de Toledo de 1368 fue un acuerdo firmado entre los monarcas castellanos y franceses de la época. Enrique II de Castilla y Carlos V de Francia firmaron en mitad de la primera guerra civil castellana una alianza militar que desarrolló la historia medieval europea.

## Contexto histórico

### Primera guerra civil castellana
La Corona de Castilla se encontraba en un momento de inestabilidad política y social, hace 17 años que estalló la primera guerra civil castellana, un conflicto que enfrentó al rey Pedro I contra su hermanastro Enrique II. A tan solo un año del fin de la guerra, el rey trastamara, se reunió con Carlos V para firmar una alianza militar beneficiosa para ambos lados.

## El tratado
Las condiciones del tratado fueron las siguientes: Castilla se compromete a ofrecer apoyo naval a Francia cuando esta la precise en su guerra contra los ingleses y Francia se compromete a apoyar a Enrique de Trastamara en su guerra contra Pedro I.A causa de este tratado, Enrique de Trastámara pudo contar con la ayuda de tropas mercenarias francesas y bretonas, las Compañías Blancas.